# ترانه‌شناسی پیکسیز

## آلبوم‌های استودیویی
| سال  | عنوان | جایگاه در جدول | جایگاه در جدول | جایگاه در جدول | جایگاه در جدول | جایگاه در جدول | جایگاه در جدول | گواهی‌نامه‌ها                                          |
| سال  | عنوان | US             | UK             | NZ             | NL             | FRA            | SE             | گواهی‌نامه‌ها                                          |
| ---- | --- | -------------- | -------------- | -------------- | -------------- | -------------- | -------------- | ---------------------------------------------------- |
| ۱۹۸۸ | روزای موج‌سوار - نخستین آلبوم - ناشر: ۴ای‌دی - تاریخ انتشار: ۲۱ مارس، ۱۹۸۸ - قالب: لوح فشرده, کاست, وینیل - فروش جهانی: 500,000+                        | —              | —              | —              | —              | —              | —              | - ایالات متحده: طلا - کانادا : طلا                   |
| ۱۹۸۹ | دولیتل - ناشر: 4AD, الکترا رکوردز - تاریخ انتشار: ۱۷ آوریل ۱۹۸۹ (بریتانیا), ۱۸ آوریل (ایالات متحده). - قالب: CD, کاست، وینیل - فروش جهانی: 1,000,000+ | 98             | 8              | 18             | 53             | 66             | —              | - ایالات متحده: پلاتین - بریتانیا: طلا - کانادا: طلا |
| ۱۹۹۰ | باسانوا - ناشر: 4AD, الکترا رکوردز - تاریخ انتشار: ۱۳ اوت ۱۹۹۰ - قالب: CD, کاست، وینیل - فروش جهانی: 200,000+                                         | 70             | 3              | 17             | 30             | —              | 45             | - بریتانیا: طلا                                      |
| ۱۹۹۱ | دنیا رو خر کن - ناشر: 4AD, الکترا رکوردز - تاریخ انتشار: ۲۳ سپتامبر ۱۹۹۱ - قالب: CD, کاست، وینیل - فروش جهانی: 200,000+                               | 92             | 7              | 20             | 26             | —              | 43             | - بریتانیا: نقره                                     |
| ۲۰۱۴ | ایندی سیندی - ناشر: Pixiesmusic - تاریخ انتشار: ۱۹ آوریل ۲۰۱۴ - قالب: وینیل، CD, دیجیتال - فروش جهانی: —                                              | 23             | 6              | 34             | 23             | 16             | 57             |                                                      |

"—" به معنی آلبوم‌های منتشرشده‌ای است که وارد جدول نشده‌اند.

## آلبوم‌های چندآهنگه
| سال  | عنوان | توضیحات                                               |
| ---- | --- | ----------------------------------------------------- |
| ۱۹۸۷ | Come On Pilgrim - ناشر: 4AD - تاریخ انتشار: اکتبر ۱۹۸۷ - قالب: کاست، ۱۲" - در ایالات متحده توسط Rough Trade Records در اوت ۱۹۸۸ منتشر شده (#ROUGHUS043) | حاوی هشت ترانه از نوار دموی سال ۱۹۸۷ گروه             |
| ۲۰۰۲ | پیکسیز - ناشر: اسپین آرت - تاریخ انتشار: ژوئیه ۲۰۰۲ - قالب: CD                                                                                          | نه ترانه دیگر از نوار دموی سال ۱۹۸۷ گروه گرفته شده‌اند |
| ۲۰۱۳ | EP1 - تاریخ انتشار: ۲ سپتامبر ۲۰۱۳ - قالب: دیجیتال، وینیل                                                                                               |                                                       |
| ۲۰۱۴ | EP2 - تاریخ انتشار: ۳ ژانویه ۲۰۱۴ - قالب: دیجیتال، وینیل                                                                                                |                                                       |
| ۲۰۱۴ | EP3 - تاریخ انتشار: ۲۴ مارس ۲۰۱۴ - قالب: دیجیتال، وینیل                                                                                                 |                                                       |

## آلبوم‌های زنده
| تاریخ           | عنوان                                | سالن                                 | تیراژ |
| --------------- | ------------------------------------ | ------------------------------------ | ----- |
| ۱۳ آوریل ۲۰۰۴   | اجرای زنده در وینیپگ                 | Fine Line Music Cafe                 |       |
| ۱۴ آوریل ۲۰۰۴   | اجرای زنده در مینیاپولیس             | Burton Cummings Theatre              | ۱۰۰۰  |
| ۱۵ آوریل ۲۰۰۴   | اجرای زنده در رجینا                  | مرکز هنرهای کونکسوز                  | ۱۰۰۰  |
| ۲ ژوئن ۲۰۰۴     | اجرای زنده در آکادمی بریکستون        | آکادمی بریکستون                      | ۱۵۰۰  |
| ۳ ژوئن ۲۰۰۴     | اجرای زنده در آکادمی بریکستون        | آکادمی بریکستون                      | ۱۵۰۰  |
| ۴ ژوئن ۲۰۰۴     | اجرای زنده در آکادمی بریکستون        | آکادمی بریکستون                      | ۱۵۰۰  |
| ۵ ژوئن ۲۰۰۴     | اجرای زنده در آکادمی بریکستون        | آکادمی بریکستون                      | ۱۵۰۰  |
| ۱۱ نوامبر ۲۰۰۴  | اجرای زنده در تورنتو                 | آمفلی‌تئاتر مولسون                    |       |
| ۶ دسامبر ۲۰۰۴   | دوازده نمایش آخری نلفولک             | Ted Constant Convocation Center      | ۱۰۰۰  |
| ۵ ژوئن ۲۰۰۵     | اجرای زنده در دنور                   | رد راکز آمفلی‌تئاتر                   |       |
| ۷ ژوئن ۲۰۰۵     | اجرای زنده در ایندیاناپلیس           | تئاتر مورات                          |       |
| ۸ ژوئن ۲۰۰۵     | اجرای زنده در کلیولند                | سنس پاویلیون                         |       |
| ۱۲ ژوئن ۲۰۰۵    | اجرای زنده در رالی، کالیفرنیای شمالی | Disco Rodeo                          | ۱۰۰۰  |
| ۳۰ سپتامبر ۲۰۰۵ | اجرای زنده در بالتیمور               | سونار                                | ۱۰۰۰  |
| ۱۶ اکتبر ۲۰۰۵   | اجرای زنده در وودو ۰۴                | سیتی پارک, نیواورلئان، لوئیزیانا, LA | ۱۵۰۰  |
| ۳ ژانویه ۲۰۰۶   | "هی" – اجراهای زنده ۲۰۰۴-۲۰۰۵        | مکان‌های گوناگون                      |       |

## آلبوم‌های گردآوری‌شده
| سال  | عنوان                             | ناشر                             | جایگاه در جدول | جایگاه در جدول      | جایگاه در جدول |
| سال  | عنوان                             | ناشر                             | بیلبورد ۲۰۰    | آلبوم‌های مستقل برتر | بریتانیا       |
| ---- | --------------------------------- | -------------------------------- | -------------- | ------------------- | -------------- |
| ۱۹۸۸ | روزای موج‌سوار & Come On Pilgrim   | 4AD (بریتانیا)                   | —              | —                   | —              |
| ۱۹۹۷ | مرگ بر پیکسیز                     | 4AD/الکترا                       | 180            | —                   | 20             |
| ۱۹۹۸ | پیکسیز در بی‌بی‌سی                  | 4AD/الکترا                       | —              | —                   | 45             |
| ۲۰۰۱ | کلیه ترانه‌های پشت‌صفحه‌ای           | 4AD (بریتانیا؛ ایالا متحده ۲۰۰۴) | —              | —                   | 53             |
| ۲۰۰۴ | موجی از نقص عضو: بهترین‌های پیکسیز | 4AD                              | 161            | 11                  | 16             |
| ۲۰۰۹ | مینوتور                           | 4AD/Artists in Residence         | —              | —                   | —              |

## تک‌آهنگ‌ها
| سال  | عنوان                   | جایگاه در جدول | جایگاه در جدول | جایگاه در جدول | آلبوم                                  |
| سال  | عنوان                   | US Mod. Rock   | UK             | NZ             | آلبوم                                  |
| ---- | ----------------------- | -------------- | -------------- | -------------- | -------------------------------------- |
| ۱۹۸۸ | "غول‌آسا"                | —              | 93             | —              | روزای موج‌سوار                          |
| ۱۹۸۹ | "میمون به بهشت رفته"    | 5              | 60             | —              | دولیتل                                 |
| ۱۹۸۹ | "شوهرت داره میاد"       | 3              | 54             | —              | دولیتل                                 |
| ۱۹۹۰ | "ولوریا"                | 4              | 28             | 29             | باسانوا                                |
| ۱۹۹۰ | "بکن برای آتش"          | 11             | 62             | —              | باسانوا                                |
| ۱۹۹۱ | "سیاره صوت"             | —              | 27             | 35             | دنیا رو خر کن                          |
| ۱۹۹۱ | "الک ایفل"              | —              | —              | —              | دنیا رو خر کن                          |
| ۱۹۹۲ | "نامه به ممفیس"         | 6              | —              | —              | دنیا رو خر کن                          |
| ۱۹۹۲ | "شاخ به شاخ"            | 6              | —              | —              | دنیا رو خر کن                          |
| ۱۹۹۷ | "خوارگردان (استودیویی)" | —              | 23             | —              | منتشر شده برای DTTP comp.              |
| ۱۹۹۷ | "خوارگردان (زنده)"      | —              | —              | —              | منتشر شده برای DTTP comp.              |
| ۱۹۹۷ | "میمون به بهشت رفته"    | —              | —              | —              | فقط فرانسه - منتشر شده برای DTTP comp. |
| ۱۹۹۸ | "خوارگردان (دمو)"       | —              | —              | —              | فقط ۷" -دمو                            |
| ۲۰۰۴ | "Bam Thwok"             | —              | —              | —              | منحصراً در آی‌تیونزاستور                 |
| ۲۰۱۳ | "بگ‌بوی"                 | —              | —              | —              |                                        |

## دیگر ترانه‌های وارد شده در جداول موسیقی
| سال  | عنوان            |
| ---- | ---------------- |
| ۱۹۸۸ | "عقلم کجا رفته؟" |

## بازنشرها
| تاریخ       | عنوان                                  | ناشر     | نوع     |
| ----------- | -------------------------------------- | -------- | ------- |
| ۱۷ اوت ۲۰۰۴ | Surfer Rosa/Come On Pilgrim [Japan CD] | Teichiku | گردآوری |

## متفرقه
این ترانه‌ها در آثار رسمی پیکسیز منتشر نشده‌اند
| سال  | ترانه                | آلبوم                                             | توضیحات                  |
| ---- | -------------------- | ------------------------------------------------- | ------------------------ |
| ۱۹۹۰ | "زادهٔ شیکاگو"        | رباعیات: چهلمین سالگرد الکترا                     | بازخوانی از پال باترفیلد |
| ۱۹۹۱ | "نمی‌تونم فراموش کنم" | من طرفدار شمام: ترانه‌های لئونارد کوهن با اجرای... | بازخوانی از لئونارد کوهن |
| ۲۰۰۴ | "اصلاً هم زیبا نیست"  | از ساندویچ‌ها لذت ببر: ترانه‌های وارن زوون          | بازخوانی از Warren Zevon |

## آثار قاچاقی
| سال  | عنوان               |
| ---- | ------------------- |
| ۱۹۸۹ | "اجرای زنده در وین" |
| ۱۹۸۹ | "ماشین استخوانی"    |
| ۱۹۹۱ | "الماس‌های ناصاف"    |
| ۱۹۹۱ | "Subbacultcha"      |
| ۱۹۹۱ | "ستاره‌های بی‌پایان"  |
| ۱۹۹۴ | "مرا بشوران"        |

## نماهنگ‌ها
| سال  | عنوان                |
| ---- | -------------------- |
| ۱۹۸۹ | "میمون به بهشت رفته" |
| ۱۹۸۹ | "شوهرت داره میاد"    |
| ۱۹۹۰ | "ولوریا"             |
| ۱۹۹۰ | "بکن برای آتش"       |
| ۱۹۹۰ | "آلیسون"             |
| ۱۹۹۱ | "سیاره صوت"          |
| ۱۹۹۱ | "الک ایفل"           |
| ۱۹۹۱ | "شاخ‌به‌شاه"           |
| ۱۹۹۷ | "خوارگردان"          |
| ۲۰۱۳ | "بگ‌بوی"              |
| ۲۰۱۴ | "هکس چشم‌آبی"         |
| ۲۰۱۴ | "ماگدالنا"           |

## دی‌وی‌دی‌ها
| سال  | عنوان                      | توضیحات |
| ---- | -------------------------- | --- |
| ۲۰۰۴ | پیکسیز                     | حاوی یک مستند در مورد تأثیر گروه، ویدیوهایی از کنسرت‌های ابتدایی، نماهنگ‌های گروه و تور سال ۲۰۰۴.                                  |
| ۲۰۰۵ | پیکسیز: "بلیط تمام شد"     | اجرای زنده در فستیوال یوراکینس در بلفور, فرانسه. دیگر اجراهای مربوط به دوره اتحاد مجدد گروه به صورت آثار جایزه‌ای گنجانده شده‌اند. |
| ۲۰۰۶ | صدای بلند، بسیار بلند      | حاوی جزئیاتی درباره تور سال ۲۰۰۴ گروه.                                                                                           |
| ۲۰۰۶ | "اجرای آکوستیک در نیو پورت | اجرای زنده در سال ۲۰۰۵ در فولک فستیوال در نیوپورت، رود آیلند.                                                                    |